# Arquitectura Bali Aga

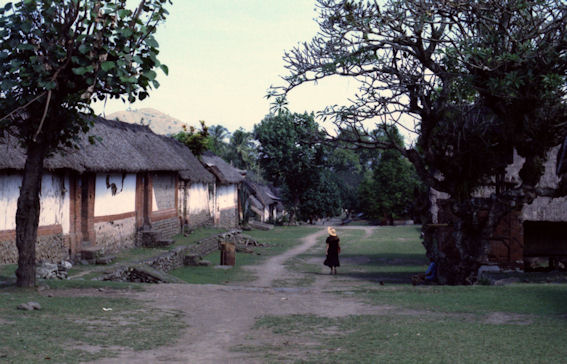
Disposición de un pueblo Bali Aga con conjuntos de casas frente a una amplia avenida. Cada complejo de casas contiene casas individuales, cada una perteneciente a una familia nuclear.

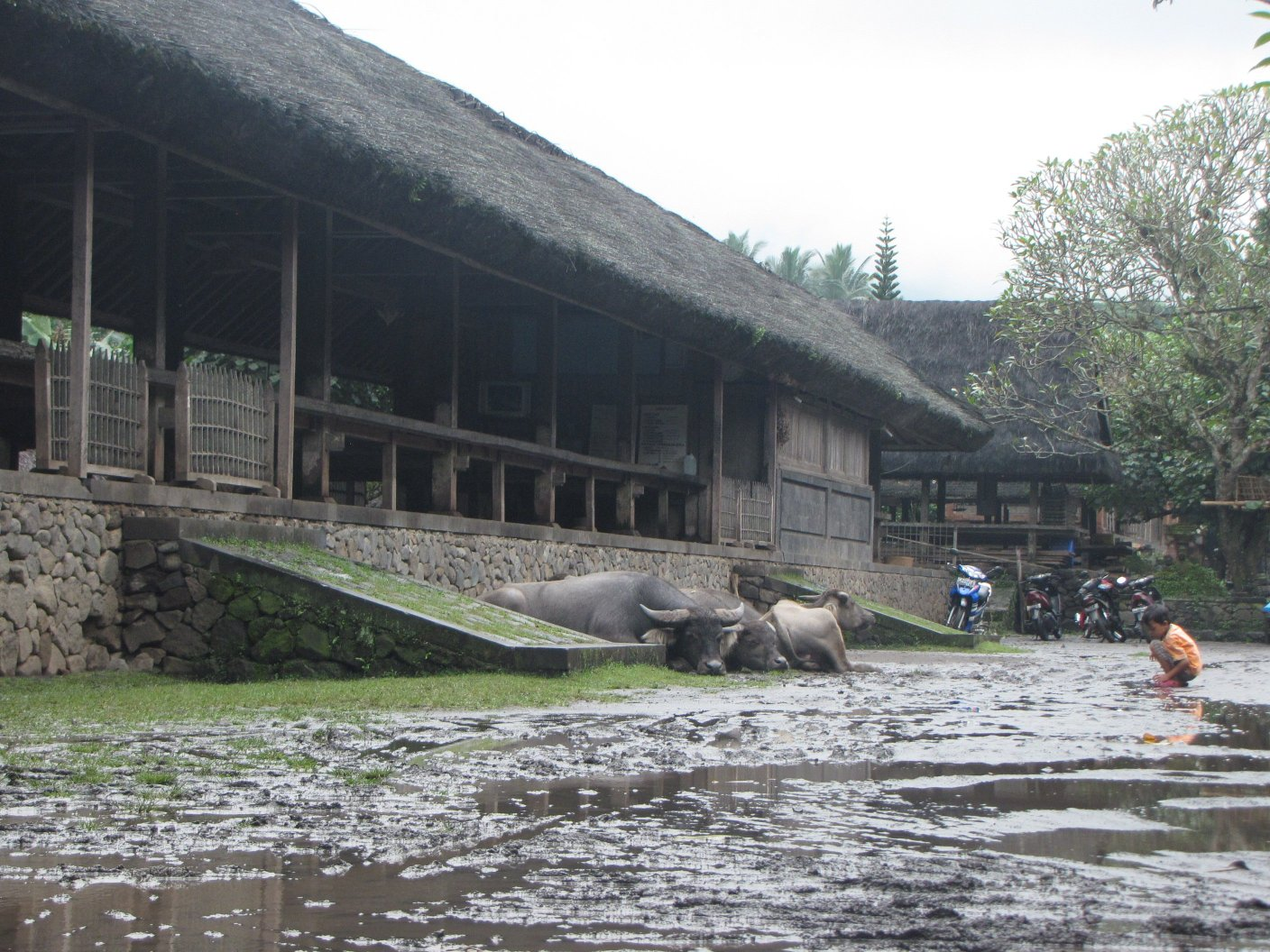
Bale lantang en Tenganan, una característica distintiva de una villa Bali Aga, que no se encuentra en ningún otro lugar de Bali. Es un pabellón alargado donde el consejo del pueblo discute los asuntos de la comunidad.

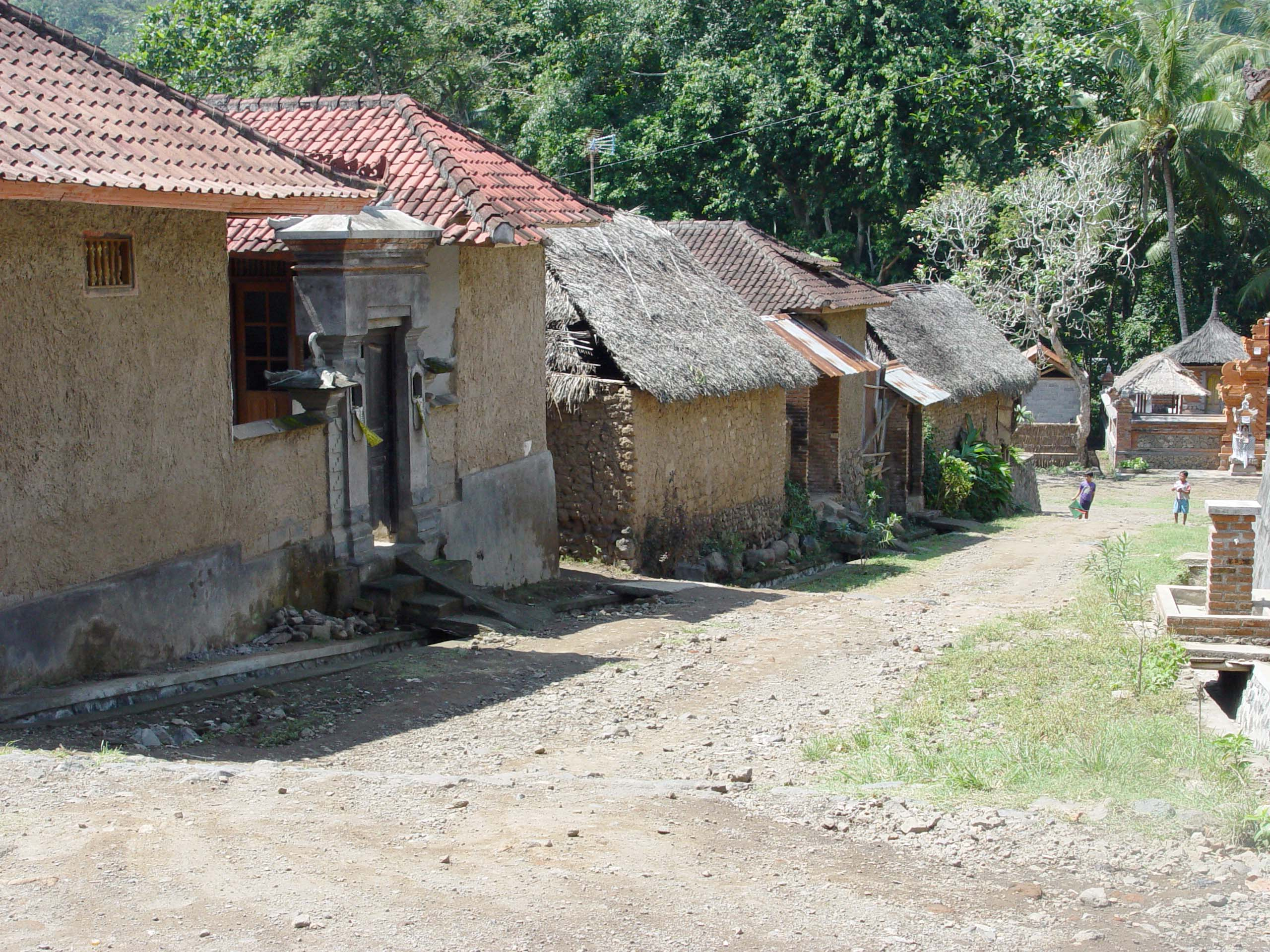
Casas tradicionales Bali Aga en Tenganan.

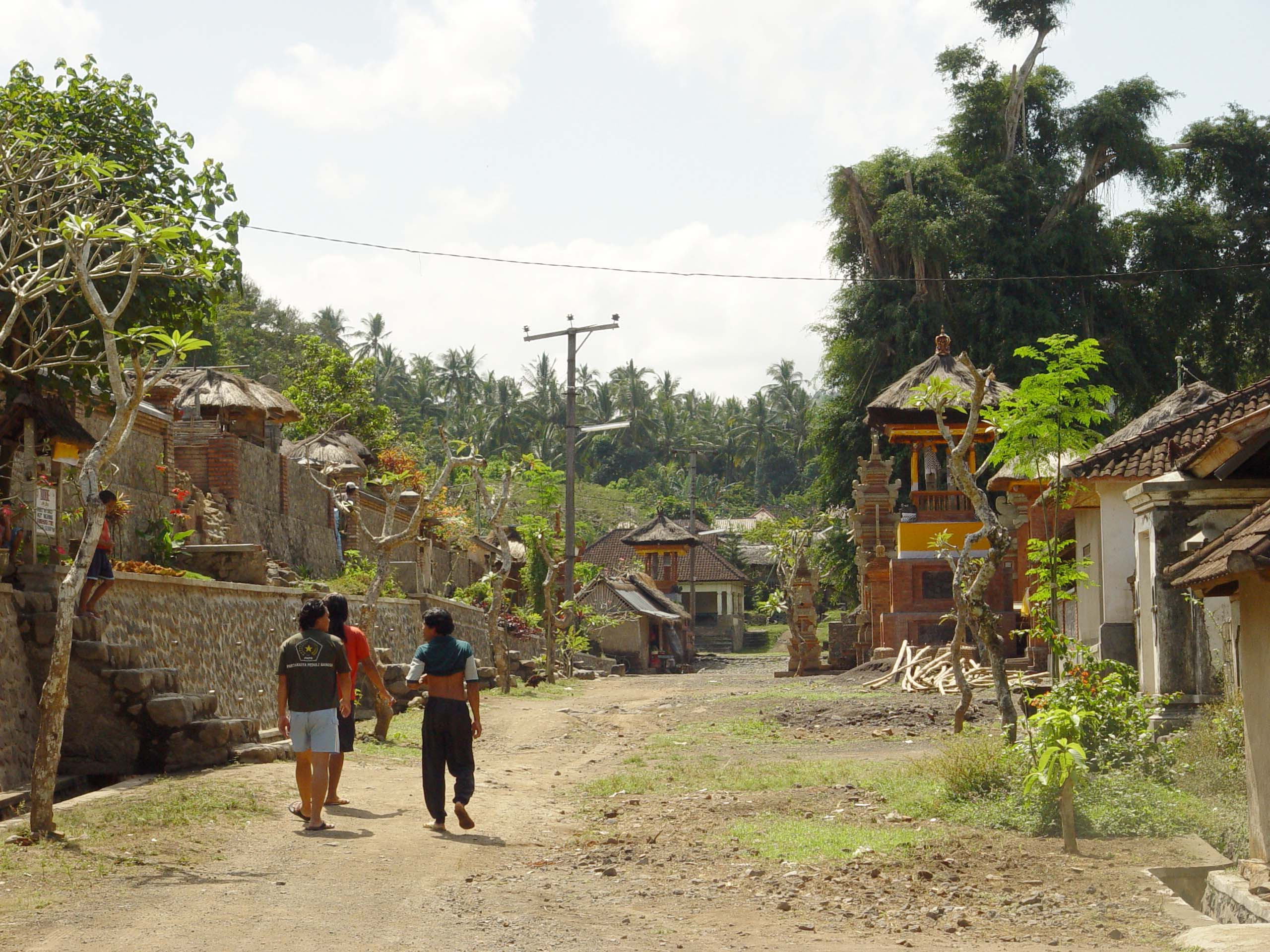
Villa Bali Aga de Tenganan (2005).

La arquitectura Bali Aga es la arquitectura singular de los Bali Aga, un pueblo balinés de las montañas, Indonesia. Los Bali Aga todavía practican un sistema de creencias pre-hinduista y viven principalmente cerca de la región montañosa del Gunung Agung.
En comparación con los balineses de las tierras bajas, el relativo aislamiento de los Bali Aga significa que están menos influenciados por las tradiciones hindúes y budistas. Esta historia separada se puede ver en la arquitectura local Bali Aga, que muestra más similitudes con las tradiciones austronesias que las compartidas por muchas tribus indonesias en todo el archipiélago.

## Plan de una villa Bali Aga
El diseño de las villas rurales Bali Aga es similar al de los pueblos balineses de las tierras bajas. Los pueblos están dispuestos en relación con el eje montaña-mar del kaja ('mirando hacia la montaña') al kelod ('mirando hacia el mar'), y los 'movimiento' del sol desde el kangin (donde sale el sol, el este) al kauh (donde se pone el sol, oeste). El conjunto de casas está dispuesto en un eje kaja-kelod, frente a una gran avenida. Cada complejo de casas (llamado banjaran o pekarangan) está rodeado por un muro o cerca de tierra. Estos complejos de casas contienen casas pertenecientes a una familia ampliada.
El corazón de un pueblo Bali Aga es la casa comunal de la comunidad llamada bale lantang (también bale agung:  'gran salón' o bale banjar: 'salón del pueblo'), el edificio sagrado del consejo. La estructura está construida sobre una base de ladrillo y está orientada longitudinalmente sobre un eje cuesta arriba-cuesta abajo. Las reuniones del consejo del pueblo se llevan a cabo en un bale lantang, que tiene lugar cada luna nueva y luna llena. Los cabezas de familia se reúnen y toman sus lugares en el bale lantang según un estricto orden de estatus social, que les obliga a sentarse en dos filas paralelas según su antigüedad. Los miembros más mayoress siempre están al final de la cuesta arriba (kaja) en el lado del kangin (amanecer).
Pueden encontrarse villas Bali Aga a lo largo de las montañas alrededor de Kintamani en el centro de Bali. Entre los pueblos más famosos de arquitectura Bali Aga se encuentra Tenganan y Trunyan (Terunyan).

## Complejo de casa
El diseño y la función del complejo de la casa de los Bali Aga es muy diferente al considerado como la casa tradicional balinesa. Las primeras diferencias son que cada edificio en un complejo de casas no está funcionalmente diferenciado. En las tierras bajas balinesas, cada casa (un pabellón o bale) tiene una función específica, por ejemplo, un bale meten es un pabellón para dormir y un paon es un pabellón para cocinar. En el complejo de la casa Bali Aga, cada casa es una entidad autónoma, donde se encuentran el área para dormir, la cocina y todas las funciones de una casa. A diferencia de los balineses de las tierras bajas, donde solo ciertas personas pueden usar un pabellón determinado (por ejemplo, el house meten es solo para el cabeza de familia), cada casa Bali Aga es una unidad autónoma que es el hogar, compuesta por una pareja casada, sus hijos y, a veces, un padre anciano dependiente. Una estructura familiar con cubiertas de paja, se conoce como kuren, un término común tanto para un hogar como para el grupo de personas que comparten la comida cocinada en él. Kuren representa la unidad social y económica básica de la sociedad Bali Aga.
La segunda diferencia es el diseño de cada complejo de casa. Los pabellones balineses de las tierras bajas rodean un patio central (natah). En el complejo de casas Bali Aga, cada casa (umah) está dispuesta en una línea a lo largo de un eje cuesta arriba-cuesta abajo, como casas en hilera frente a un corredor central. Una sola fila de casas indica un complejo establecido por un antepasado masculino. A veces hay dos hileras paralelas de casas, que son evidencia de haber tenido más de un fundador, generalmente un grupo de hermanos o cuñados. Todas las entradas de las casas miran hacia adentro, hacia el corredor central.
A medida que los hijos varones de una pareja Bali Aga se casan y forman sus propios hogares, se agregan nuevas casas al final de la fila de la cuesta abajo. Cuando mueren las generaciones mayores, las casas en las que vivían, en la parte alta de la colina, quedan vacías y las heredan las parejas más jóvenes, como un juego de sillas musicales. Si no hay herederos, la casa se devuelve al pueblo. Este patrón ideal de sucesión no siempre se cumple, pero se espera que el miembro más antiguo de la familia ampliada viva en la casa en el extremo de arriba de la colina.
Cada complejo contiene un templo de origen (kemulan) en el extremo más alto, dedicado a los antepasados de la familia ampliada que reside allí.

## Casas
La casa Bali Aga es una estructura rectangular de entramado que sostiene un tejado inclinado hecho de tejas de bambú o de una gruesa paja. Se alza sobre un basamento bajo de tierra compactada revestido de piedra. Las paredes suelen ser tablones de madera gruesos o tiras de bambú trenzado. Las ventanas son pequeñas o inexistentes. Una sola puerta está situada en el centro de la casa, frente al corredor central del complejo.
El diseño de la habitación en las casas (umah) Bali Aga se presenta en un concepto de adentro-afuera (o izquierda-derecha) y cuesta arriba (kaja)-cuesta abajo (kelod) (o masculino-femenino). El concepto de adentro-afuera se relaciona con las interacciones sociales entre los miembros de la familia y los forasteros. El concepto de arriba-abajo relacionado con las actividades masculinas (como dar la bienvenida a los invitados) y las actividades femeninas (como cocinar). Cada casa está dividida en seis compartimentos, por lo que el compartimento de la ladera de la montaña es el área superior reservada para el cabeza de familia y los santuarios de la casa, mientras que el área inferior está reservada para las actividades femeninas, relacionadas con la crianza y el sustento de la familia. El área central está reservada para los huéspedes.
Los invitados son bienvenidos dentro de la casa para sentarse en el trojogan (de ojog, 'dirigirse hacia' o 'ver'). El trojogan es básicamente una plataforma elevada de madera situada justo enfrente de la entrada. En la pared del trojogan se encuentra un estante para colocar los manuscritos lontar. El cabeza de familia se sentaba en el lubangan gede ('cavidad grande'), otra plataforma elevada situada en el lado cuesta arriba de la puerta de entrada central. Su esposa iría a la chimenea (situada en el lado de abajo de la puerta de entrada) para preparar una bebida para el invitado o para traerla de la despensa de abajo (lubangan beten). La ubicación de los invitados en el compartimento central en el lado interior de la casa refleja algunos de los valores positivos que se atribuyen a los forasteros y bienes o influencias exóticas entre los Bali Aga.

## Decadencia
La arquitectura tradicional Bali Aga está desapareciendo en muchos lugares a medida que se reconstruyen las casas, pero ya utilizando materiales modernos.